# Верхній Нимзас
Верхній Нимза́с (рос. Верхний Нымзас) — селище у складі Таштагольського району Кемеровської області, Росія. Входить до складу Усть-Кабирзинського сільського поселення.

## Населення
Населення — 1 особа (2010; 7 у 2002).
Національний склад (станом на 2002 рік):
- шорці — 57 %
- росіяни — 29 %